# Diacamma palawanicum
Diacamma palawanicum är en myrart som beskrevs av Carlo Emery 1900. Diacamma palawanicum ingår i släktet Diacamma och familjen myror.

## Underarter
Arten delas in i följande underarter:
- D. p. concentricum
- D. p. palawanicum